# Božidar Purić
Božidar Purić (srbsky: Божидар Пурић; 19. února 1891 Bělehrad – 28. října 1977 Chicago) byl jugoslávský politik a diplomat srbské národnosti. Během druhé světové války byl mezi 10. srpnem 1943 a 8. červencem 1944 předsedou jugoslávské exilové vlády. Souběžně držel funkci ministra zahraničních věcí.

## Život
Vystudoval práva v Paříži, absolvoval roku 1912 (po válce, roku 1918, si tamtéž dodělal doktorát). V roce 1912 se vrátil do Srbska, aby se jako dobrovolník zúčastnil balkánských válek. Během první světové války nejprve sloužil u 4. jízdního pluku (1914 až 1915), poté byl poručík kavalérie a nakonec vstoupil do Srbského dobrovolnického sboru v Rusku a Rumunsku, kde sloužil od 1. června do 5. prosince 1916. V roce 1914 byl vyznamenán Stříbrnou medailí Za statečnost. Koncem listopadu 1916 přešel do státní služby. Na Korfu, kde se po "albánské Golgotě" nacházela srbská vláda, se stal úředníkem ministerstva zahraničních věcí. Poté válce vstoupil do diplomacie a lehce poškádlil literární múzu (v letech 1919 a 1920 vydal dvě sbírky básní).
V roce 1919 byl jmenován jugoslávským chargé d'affaires na velvyslanectví ve Washingtonu. Ještě téhož roku byl převelen na stejnou pozici do Vladivostoku v Sovětském Rusku, kde zůstal až do roku 1920. Poté se stal konzulem v San Franciscu. V roce 1922 byl jmenován konzulem v Chicagu, kde působil až do roku 1926. V únoru 1926 byl povýšen na tajemníka ministerstva zahraničních věcí a v září téhož roku byl jmenován ředitelem konzulárního a obchodního odboru ministerstva zahraničních věcí. Když Ninko Perić převzal ministerstvo zahraničních věcí, jmenoval Puriće v prosinci 1926 šéfem svého ministerského kabinetu a v lednu 1927 generálním ředitelem ministerstva zahraničních věcí.
Nový ministr Vojislav Marinković převedl Puriće v červenci 1927 na velvyslanectví do Říma, kde fungoval jako poradce. Poté působil v roce 1928 jako poradce velvyslance ve Washingtonu a v roce 1929 jako poradce velvyslanectví v Londýně. Po příchodu Bogoljuba Jevtiće do čela ministerstva zahraničních věcí se Purić vrátil do Bělehradu a v říjnu 1932 byl jmenován vedoucím politického oddělení ministerstva. V dubnu 1933 byl jmenován politickým asistentem ministra zahraničních věcí a tuto funkci zastával až do nástupu premiéra Milana Stojadinoviće v červnu 1935. Stojadinović původně zamýšlel jmenovat Puriće ministrem zahraničních věcí, ale na naléhání královského dvora od tohoto plánu ustoupil. Purić byl poté jmenován vyslancem v Paříži a stálým jugoslávským delegátem při Společnosti národů v Ženevě. V Paříži zůstal do roku 1940.
10. srpna 1943 byl Purić jmenován předsedou jugoslávské exilové vlády, když nahradil Miloše Trifunoviće, který rezignoval po neustálých sporech mezi srbskými a chorvatskými členy jeho kabinetu. Purićův kabinet se proto skládal spíše z nepolitiků, byť sám Purić byl znám svými velkosrbskými názory. Purić, stejně jako předchozí premiéři exilové vlády, podporoval četniky (srbské nacionalistické hnutí v Jugoslávii), jejichž vůdce Draža Mihailović zůstal ministrem obrany i v Purićově kabinetu. Četnická kolaborace s Italy a Němci, stejně jako jejich boj proti komunistickým partyzánům, způsobily, že Britové vyvíjeli tlak na jugoslávskou vládu, aby Mihailoviće odvolala. Po nástupu Puriće do úřadu se tento tlak zintenzivnil, protože vytvoření silného hnutí odporu v Jugoslávii bylo důležité pro snížení tlaku na spojenecké síly bojující v Itálii. Purić však, přestože byl jmenován s britským požehnáním, odmítl britské žádosti o odvolání Mihailoviće vyhovět. Purićův kabinet alespoň rozpustil Ligu majorů, skupinu poradců krále Petra II. Karađorđeviće vedenou bratry Kneževićovými.
Národnostní spory, které trápily předchozí kabinety, se v Purićově kabinetu nevyskytovaly, což mu umožňovalo přijímat rozhodnutí o naléhavých otázkách. Vláda se přesunula do Káhiry, což byl krok, který navrhli Britové. Bylo rozhodnuto, že Bogoljub Jevtić bude jugoslávským velvyslancem v Londýně a král Petr dostal povolení oženit se s princeznou Alexandrou, což bylo odmítnuto předchozími premiéry.
Dne 7. prosince 1943 Anthony Eden poprvé hovořil s Purićem. Sdělil mu, že teheránská konference rozhodla, že Spojenci podpoří jugoslávské komunistické partyzány. Po setkání Purić hovořil s americkým velvyslancem Lincolnem MacVeaghem, který později dosvědčil, že Purić byl z postupu Britů velmi roztrpčen. Vyjádřil obavy, že spojenecká vojenská podpora partyzánům by mohla přimět konzervativní složky obyvatelstva ke spolupráci s Němci. (Purić pravděpodobně nevěděl, že to vlastně již nastalo, když o několik týdnů dříve četnici a Němci uzavřeli pakt o neútočení).
V březnu 1944 se Spojenci rozhodli zrušit veškerou pomoc četnikům. I poté Purić odmítal Mihailoviće odvolat z funkce, což mělo za následek naprostý rozpad vztahů mezi jugoslávskou exilovou vládou a Brity. Dne 13. dubna 1944 se konalo setkání Winstona Churchilla s králem Petrem, na němž Churchill naléhal na Petra, aby co nejdříve odvolal Purićův kabinet a zbavil se tak Mihailoviće. Hrozilo, že by se četnici mohli brzy postavit postupujícím sovětským silám, což by bylo pro Brity krajně nepříjemné, neboť by jeden britský spojenec bojoval s jiným britským spojencem. Churchill Petrovi slíbil, že mu v této věci pomůže v otázkách propagandy. Zdálo se, že král je připraven přijmout Churchillovu radu, avšak brzy změnil názor, pravděpodobně po rozhovoru s Purićem. Dne 17. dubna poslal naléhavý dopis americkému prezidentovi Rooseveltovi, v němž uvedl, že odvolání jeho nejlepšího premiéra a Mihailoviće by znamenalo spáchání aktu zrady na svém národě. Zůstává nejasné, zda Roosevelt poslal odpověď, v zásadě však Roosevelt vždy souhlasil s britským postupem v jugoslávské otázce. Po několika měsících britského tlaku král Petr 8. července 1944 souhlasil s rozpuštěním Purićova kabinetu.
Po válce Purić zůstal v zahraničí, dožil ve Spojených státech. V komunistické Jugoslávii byl roku 1946 v nepřítomnosti odsouzen k 16 letům vězení.